# جنیفر (خواننده)
جنیفر (به انگلیسی: Jenifer) با نام کامل جنیفر یائل ژولیت دادوش بارتولی (به انگلیسی: Jenifer Yaël Juliette Dadouche-Bartoli) (زاده ۱۵ نوامبر ۱۹۸۲) خواننده فرانسوی است.